# Satraparchis aurinaria
Satraparchis aurinaria là một loài bướm đêm trong họ Geometridae.